# چیپینگ سوبوری
latitudeچیپینگ سوبوریlongitudeچیپینگ سوبوری
چیپینگ سوبوری (به انگلیسی: Chipping Sodbury) یک منطقهٔ مسکونی در انگلستان است که در جنوب غربی انگلستان واقع شده‌است.

## خصوصیات
چیپینگ سوبوری ۵٬۰۶۶ نفر جمعیت دارد.